# André Myhrer
André Myhrer (n. 11 ianuarie 1983, Bergsjö, Comitatul Gävleborg, Suedia) este un schior alpin suedez, medaliat olimpic. A participat la 3 ediții ale Jocurilor Olimpice (2006, 2010, 2014) în care a câștigat o medalie de bronz.